# Münsterhof (Horstmar)

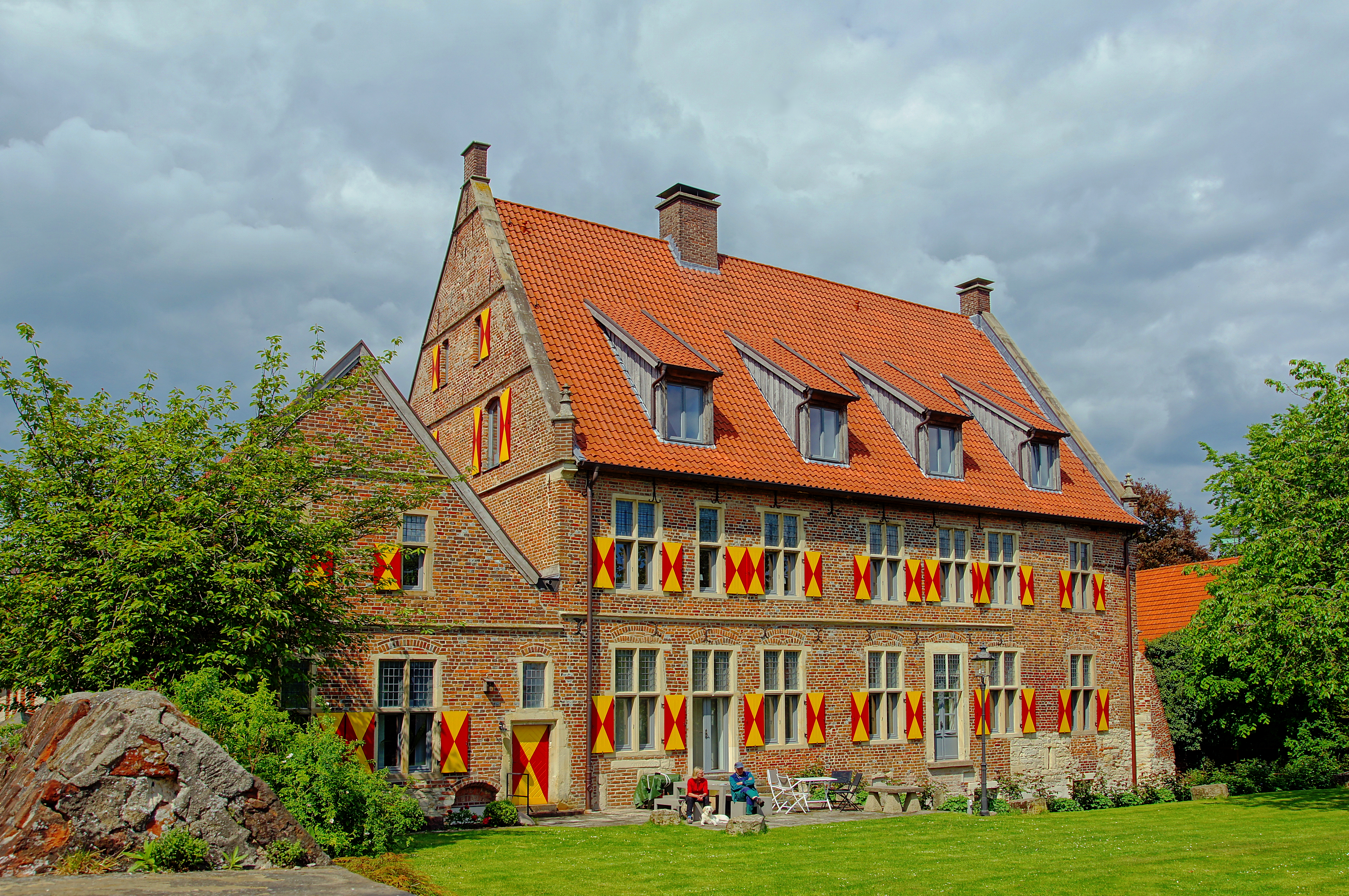
Münsterhof (2014)

Der Münsterhof ist ein Burgmannshof in Horstmar im Kreis Steinfurt, Nordrhein-Westfalen. Er steht seit dem 7. November 1989 unter Denkmalschutz.

## Beschreibung
Wie alle Burgmannshöfe der Stadt Horstmar liegt der Münsterhof am Rand des Stadtgrabens, der leider durch die nachbarschaftliche Bebauung seinen ursprünglichen Charakter fast verloren hat. Der Burgmannshof ist gekennzeichnet von einem zweistöckigen Haupthaus und einem einstöckigen Nebenhaus. Das Anwesen wird jeweils im Hof als auch im Park von einer alten Steinmauer von der Straße abgetrennt. Die genaue Entstehungszeit dieses Gebäudes, das seinen Reiz vor allem durch die beiden Reihen von Steinkreuzfenstern in dem Backsteinmauerwerk erhält, ist nicht überliefert. Durch Baustilvergleiche lässt sich jedoch sicher sagen, dass das Gebäude zu Beginn der zweiten Hälfte des 16. Jh. errichtet worden sein muss. Das Charakteristische des Gebäudes sind nämlich die durch besondere Steilheit sich auszeichnenden Giebel mit den über Eck gestellten Postamenten und darauf befindlichen sog. Fialen aus Sandsteinen an den Ansätzen der Giebeldreiecke. Solche Giebel sind typisch für spätgotische Wohnbauten. Ähnliche Giebel mit Eckfialen und einem Firstschornstein findet man am Falkenhof in Rheine, dessen Obergeschoss auf ältere Bauelementen 1545 errichtet wurde.
Das Nebengebäude wurde im Jahre 1990 bis 1995 komplett in Wohnungen und in eine Bankfiliale umgebaut, während das Haupthaus ab 2006 bis 2012 ebenfalls komplett entkernt und umgebaut wurde. Derzeit wird es als Wohnhaus und als Seminarraum für die lokale Volksbank genutzt.

## Geschichte
Der Name leitet sich von den ersten Besitzern, den Herren von Münster ab, die bereits 1347 dort nachgewiesen sind. 1550 heiratete ein Herr von Canstein in den Münsterhof ein. 1576 wurde es zum Haus Neuhoff. Aufgrund testamentarischer Bestimmung erwarb 1699 Bernhard Engelbert Christian von Beverförde-Werries, der Vater von Friedrich Christian von Beverförde zu Werries das Gut. Dieser adoptierte seinen Neffen Friedrich Clemens von Elverfeldt zu Dahlhausen und Steinhausen und machte ihn zum Erben. So gelangte der Besitz zur Familie Elverfeldt genannt von Beverfoerde zu Werries. Der Münsterhof wurde vor einigen Jahren gründlich renoviert und dient im unteren Bereich der Volksbank als Schulungszentrum und Sitzungssaal. Die weiteren Etagen wurden zu Wohnungen umgebaut, die privat vermietet sind.